# MEGUMI
MEGUMI （1981年9月25日—）是一位日本艺人、演员、歌手、前写真偶像和商人。前夫為Dragon Ash樂團的降谷建志（KJ），前夫之父是演员古谷一行，長子為童星演员降谷凪 。
本名為古谷仁（日语：／ Furuya Megumi），娘家姓「山野」（日语：／ Yamano），隶属于SUNS INTERTAINMENT。
出生于岛根县松江市，在岡山縣倉敷市长大，毕业于仓敷市立中岛幼儿园、倉敷市立中島小学、倉敷市立倉敷第一中学，高中时从倉敷翠松高中（当时是女子高中）退学。

## 个人经历

### 学生时代
从小学开始直到高一都是田径短跑运动员，曾经参加过冈山县田径锦标赛。

### 写真偶像
原本想要成为一名歌手，然而在美国短期留学并参加唱诗班时，被指导教师点评“没有唱歌天赋”。同时建议她“如果你还想唱歌，就先在留学期间做个硅胶隆胸，改善一下脸型。”由此她开始尝试成为写真模特。
最初拍摄时本人感觉有些尴尬，不过在专业的化妆和灯光辅助下拍摄的效果非常不错，于是继续了写真模特之路。艺名的来源是在拍摄她的第一部写真集时，野田義治在现场说：“从今天开始，你就是MEGUMI啦！”由此得名。
当时流行的偶像路线是以音调很高的偶像声音来展现可爱的一面。她作为一个以写真为主的新人，除了身材之外没有什么突出的卖点。不过由于她声音更加接地气（甚至被嘲笑像是“大叔讲话”）而受到欢迎。
2003年至2004年4月，作为關根勤率领的团体成员之一参加了《娱乐之神》节目。
2003年12月，参加了朝日電視台的访谈节目《哲子的房间》。节目中主持人黑柳哲子触摸了MEGUMI的巨乳，前所未有的行为直接引爆了话题。（2008年和2011年再次参加节目时又上演了同样的桥段）
2004年，她将经纪公司从Yellow Cab换成SUNS INTERTAINMENT。之后，她进入演艺界成为女演员。
2005年7月18日，在前往电视剧拍摄地途中躺在经纪人的车后座上，结果被两辆公车和一辆卡车连续追尾。被诊断为恥骨骨折，并住院约两周。出院后，她休息了一段时间，于8月下旬重返工作岗位。后来，参加富士電視台的《森田和义饭友大笑时刻！》 时，讲述了自己住院期间春菜爱非常认真地探病，得到了野田社长的高度赞扬。
Yellow Cab分裂时，她本想留在经纪公司。但由于她最初是通过野田義治的朋友介绍进入公司的，最终不得不追随野田离开。

### 歌手
从2003年到2004年，她尝试歌手活动大约一年。
2003年7月16日，将坂本九的《抬头看看夜晚的星星》改编成雷鬼曲调，并与日本的雷鬼饶舌歌手CORN HEAD合作发行了一张单曲。同时也发行了包含该曲共5首歌的迷你专辑《MY NAME IS MEGUMI》。终于实现了长年的愿望成为了一名歌手。当时平井堅也翻唱了《抬头看看夜晚的星星》并收录在专辑《Ken's Bar》中，后来他还在第54回NHK红白歌会现场演唱了这首歌。然而相较于平井坚版本的成功，MEGUMI的版本就没有受到太多的关注，最终Oricon周销量榜单仅仅收获第130名。
后来CORN HEAD也邀请她搭档，翻唱了RATS & STAR的《め組のひと》。她也以"Yellow Girls"的名义翻唱发行了单曲《六甲颪〜Yellow Girls Version〜》。
截止2004年相继发行了3个单曲，以及有決明子的Ryoji等一线音乐人参与制作的音乐专辑《LOVE ALL PLAY》。然而没有任何一张歌曲或专辑进入Oricon销量榜前列。
曾经在《王牌綜藝同樂會》等节目突然放出PV，却因唱功不佳而遭到哄笑。

### 商人
2012年，开设了名为“CALMA.”的童装店，然而并不顺利。
2016年，在石川县金澤市开了一家煎饼咖啡馆“ Cafeたもん （页面存档备份，存于）  ”。该店在2023年仍在运营。

### 婚姻
2008年7月7日，与Dragon Ash主唱降谷建志结婚。在经纪公司转发给媒体的传真中，她宣布：“我怀孕了，所以今天我今天登记结婚了。” 由于怀孕，她突然退出舞台剧《开恶毒玩笑的良子》（该角色后来由山田玛利亚代班）。 2009年2月6日，她生下了第一个孩子，一个男孩。
2023年12月30日，宣布离婚。 

### 获奖
2019年，凭借电影《颱風家族》和《一夜》的表演获得第62届蓝丝带奖最佳女配角奖。 

## 个人情况

### 名字和昵称
父母原本想要一个男孩，于是给孩子起名叫“仁”（日语： Jin）。即使现在，她的母亲仍称她为“Jin”（日语： Jin），她的朋友们也称她为“Jin酱”（日语： Jin chan）。她户籍上登记的名字写作“仁”，读作“Megumi”。
她小时候的外号是“玫瑰（MEG）”。 

### 爱好和特长
兴趣：书法（八段）、马术、收集偶像写真集（约200本）、珠算。
特长：料理（煮饺子／炒饭）、体育运动、英语对话。
最喜欢的颜色是粉色。

### 方言
在冈山县长大，有时会说岡山方言。比如“日语： Odoryaa, chibakena”（你别逗了）和“日语： De-re- umee”（超级好吃）。

### 轶闻
- 第一本写真集出版时，她回老家探亲，结果惊讶地发现一家书店前面有一个海报，上面写着：“咱们附近的那个女孩脱掉了衣服！”
- 她对写真活动非常上心，在拍摄时积极提供想法。矶山沙耶香和井上和香都给予了她高度评价，甚至声称受到了她的影响。此外，在参加写真峰会时，她时常关心和帮助他人，这种乐于助人的性格也受人赞扬。从写真模特毕业后，她转型成为了毒舌艺人。
- 她和森三中的村上知子互相都说自己长得和对方很像。 [11]也有人说他有一张像开心果般的脸。 [12]

## 参与演出

### 电视节目

#### 正在参与播出的节目
- 大西泰人的英语会话☆标准食谱（2022年4月4日起，NHK教育电视台）- 饰学生[13]
- 上田与女人嚎叫的夜晚（2022年4月6日起，日本电视台） - 常驻嘉宾

#### 曾经作为常驻嘉宾参与播出的节目
- 明石家圣诞老人的史上最大的圣诞礼物秀（2001年12月24日，富士電視台） - 助理
- 跑步！格列佛君（關西電視台）
- NHK迷你迷你视频奖（NHK綜合頻道）
- 完美！（瀨戶內海放送）
- 虎之门（朝日電視台）
- 志村健的白痴殿下 （富士电视台）
- 感谢隧道里的大家（富士电视台）
- 问答喷泉～浪费的知识～ （富士电视台）
- 娱乐之神（日本電視台）
- 非洲之爪（日本电视台）
- 王牌綜藝同樂會（朝日电视台）
- 佐藤小池MEGU（2004年10月～2005年3月，日本电视台）
- 问答节目综艺Qsama!! （2004年10月～2005年3月，朝日电视台）
- 我想要抱你！（2005年4月～2006年3月，讀賣電視台）
- 博客类型（2005年4月～2005年9月，富士电视台）
- 你在看世界的哪儿啊？！评论综艺！ （2005年10月～2006年3月，富士电视台）
- 运动员支援节目！日本！锵 x 3（2006年4月～2007年2月， TBS電視台）
- 世界URURUN滞在記（2006年4月～2007年4月，每日广播） - 常驻回答员
- 夏MEGU堂真实风格（2006年4月～2007年12月，日本中部放送）
- 你们！（2006年11月，日本电视台） - 该月女性主持人
- Symbols （2007年4月～2008年9月，东京电视台）
- 全国一起！日本人考试（2008年4月～2009年7月，富士电视台）主持人
- ASAHI SUPER DRY The LIVE NAVI（2008年4月 ～，MUSIC ON! TV）
- 周六市场（2011年4月9日～2012年3月17日，NHK） - 主持人
- 我想知道！ （富士电视台） - 想知道的人（周四）

### 电视剧
- 茂七的事件簿3 不可思议的草紙（2003年，NHK） - 饰 おすが
- 担心饮茶店（2004年，富士电视台〔関東本地〕） - 饰 メグミ
- 冰上悍将（2004年1月～3月，富士电视台） - 饰 石川知佳 役
- 离婚律师 第6集（2004年5月20日，富士电视台） - 饰 園田リカ
- 水戶黃門 〜第33部最終回秋天的2小时特别节目（2004年9月20日，TBS） - 饰 おかっぴき娘・おけい （帮助華原朋美、SAYAKA）
- 愛在聖誕節（2004年10月～12月，富士电视台） - 饰 高瀬彩香
- 急症群英 第3季（2005年1月～3月，富士电视台） - 饰 大友葉月
- 藉著雨點說愛你（2005年7月～9月，TBS《日曜劇場》） - 饰 三浦沙織
- 風中的小遙（2005年10月～2006年4月，NHK連續電視小說） - 饰 東山亜矢
- 愛上恐龍妹（2006年4月～6月，関西电视台） - 饰 佐佐木翔子
- 24小时电视 勇气（电视剧）（2006年8月26日，日本电视台） -  饰 ひろみ
- 我腳下之路（2006年10月～12月，関西电视台） - 饰 大石千晶
- 这周老婆出轨 第6集，第11集（2007年2月20日・3月27日，富士电视台） - 饰 遠藤亜里沙
- 世界奇妙物語 2007年秋之特別篇 《倒计时》（2007年10月2日，富士电视台） - 饰 本多美紀子
- 相棒 第6季 第11，12集（2008年1月16日、23日，朝日电视台）
- 至愛寶貝～天使少女的育兒日記～（2008年1月17日～3月20日，TBS） - 饰 野村陽子
- 怪獸家長 第3集（2008年7月15日，富士电视台）
- 上海潮（2008年9月13日～10月18日，NHK総合） - 饰 遠野麻里
- 詐欺遊戲 第2季（2009年12月～2010年1月19日，富士电视台） - 饰 大塚マリエ
- FACE MAKER 第5集《目撃者》（2010年11月4日，卖电视台） - 饰 工藤初美・志村奈奈
- 都市傳說之女 第2集（2012年4月20日，朝日电视台） - 饰 臼井里美
- 上锁的房间 第8集（2012年6月4日，富士电视台） - 饰 安西理佳子
- 法庭新鲜人（2012年10月21日～12月16日，NHK BS Premium） - 饰 久保田亜紀
  - 法庭新鲜人2（2014年8月3日 - 9月21日）
- 完美的蓝 第6集（2012年11月12日，TBS） - 饰 葉山夕紀
- 除恶帮阵八 第7集（2013年2月21日，读卖电视台） - 饰 澤田夏実
- 白衣之泪 第一部《余命》（2013年4月1日 - 4月26日、東海电视台） - 饰 保井きり子
- 八重之樱（2013年5月19日、12月1日，NHK） - 饰 水野テイ
- 神探伽利略 第二季 第九章（2013年6月10日，富士电视台）
- 家庭内幕（2013年10月25日～12月13日，富士电视台） - 饰 三松すず
- 抚慰金律师 第9集（2014年3月6日，读卖电视台） - 饰 西嶋役
- 父亲的背影 第3集（2014年7月27日，TBS） - 饰 小泉夕子
- 亲爱的姊妹（2014年10月16日～12月18日，富士电视台） - 饰 平安尚子
- 纯白（2015年1月～3月，TBS） - 饰 木元さくら
- 醫師們的戀愛情事 第8集（2015年5月28日，富士电视台） - 饰 朝倉貴子
- 戀愛中會有的事（2015年6月24日，富士电视台） - 饰 藤田
- 女道（2015年8月4日～9月22日，NHK BS Premium） - 饰 増子愛
- 37.5℃的眼淚 第7集（2015年8月20日，TBS） - 饰 岡野沙紀
- 一千兆日元的赎金（2015年10月17日，富士电视台） - 饰 橋本沙織
- Specialist 4（2015年12月12日，朝日电视台） - 饰 海老名未久
- Gold Woman（2016年5月28日，朝日电视台） - 饰 河原明日香
- 鼠，在江户疾驰2 第8話（2016年6月2日，NHK） - 饰 みつ
- 晨曦降至（2016年6月～7月，东海电视台） - 饰 白川朱美
- 刑警七人 第二季 第2集（2016年7月20日，朝日电视台） - 饰 中原雅美
- 考试的灰姑娘 第6集，最后一集（2016年8月14日，8月28日，NHK BS Premium） - 饰 早乙女亮子
- 賣房女子 第9集（2016年9月7日，日本电视台） - 饰 雨宮礼
- 黑色十人之女 第2集（2016年10月6日，读卖电视台） - 饰 皐山夏希
- 潛入搜查偶像 刑事Dance 第3集（2016年10月22日，东京电视台） - 饰 鎗田まみ
- 不愉快的果實 特别节目～第三年的出轨～（2017年1月，朝日电视台） - 饰 夏希[14]
- 人偶佐七捕物账 第8集（2017年1月10日、BS东视） - 饰 お常
- 你好，我是演员相乐树 第2集（2017年3月13日，东京电视台）
- 边缘人（2017年10月～12月，东京电视台） - 饰 桐野夏美[15]
- The Black Company（2018年2月4日～3月11日，富士电视ONE TWO NEXT） - 饰 菊川玲子[16]
- 適婚女郎（2018年4月～，NHK総合） - 饰 高桑瑞枝
- 或許能幹委員會 第8集《太陽之塔篇》（2018年6月18日（17日深夜），MBS / 6月20日（19日深夜），TBS）[17] - 饰 岩瀬さつき
- 入侵者Z（2018年8月31日 ，东京电视台） - 饰 渡辺香里
- 昨日的美食 第1集（2019年4月6日，东京电视台） - 饰 千石
- 伪装不伦（2019年7月～9月11日，日本电视台） - 饰 伴野灯里
- 12名想要被擁抱的女性 第3集（2019年10月20日，大阪電視台）
- 孤独的美食家 第8季 第5集（2019年11月1日，东京电视台） - 饰 斎藤由美子
- 大叔的爱（2019年11月2日～12月21日，朝日电视台） - 饰 根古遥[18]
- 叶村晶～世界上最倒霉的侦探～ 第1話（2020年1月24日、NHK総合） - 饰 珠洲
- 传说中的母亲（2020年2月1日～3月21日、NHK総合） - 饰 贝拉
- 極道主夫（2020年10月11日～12月13日，读卖电视台・日本电视台系） - 饰 田中和子[19]
  - 極道主夫 爆笑!（2022年5月27日，日本电视台） [20]
- Anonymous-鍵盤殺人對策室-（2021年1月25日～3月15日，东京电视台） - 饰 菅沼 凛凛子[21]
- 要是當時吻了他（2021年4月30日～6月18日，朝日电视台系） - 饰 田中帆奈美[22]
- 彷徨之刃（2021年5月15日～6月26日、WOWOW） - 饰 菅野未知[23]
- FM999 999WOMEN'S SONGS 第8集（2021年5月，WOWOW） - 饰 停止时间的女人
- おしゃ家ソムリエおしゃ子! （2021年10月9日～12月25日，东京电视台）- 饰 館壱めう江
- 唯一的男人（2022年1月8日～2月26日，东海电视台・富士电视台） - 饰 伊藤千鶴[24]
- 侦探太快了（2022年4月14日～6月16日，读卖电视台・日本电视台系）- 饰 美津山成美[25]
- 家电武士（2022年4月2日～6月25日，BS松竹東急） - 声 家電咨询员[26]
- 石子與羽男：這種事能告嗎？ 第3，4，7，最终集（2022年7月29日、8月5日、8月26日、9月16日，TBS） - 饰 羽根岡優乃[27]
- 电视剧选拨！（東京电视台）
  - 完蛋的壹子只好變得有魅力（2022年11月2日～12月21日） - 饰 不美 ※MEGUMI亲自企划并制作[28][29][30]
  - 封闭女和寸止女（2023年10月11日～11月29日） - 饰 ちーママ ※MEGUMI亲自企划并制作[31]
- INFORMA（2023年1月20日～3月24日，关西电视台）- 飾 長澤あすか[32]
- 大奥《8代・徳川吉宗×水野祐之進篇》第8回～第10回（2023年2月28日～3月14日，NHK総合） - 饰 大岡忠相[33]
- 我們之間沒有的（2023年4月13日～6月22日，富士电视台） - 饰 川上圭子[34]
  - 我們之間沒有的 特別篇（2023年6月29日，富士电视台）[35]
- unknown 第3集（2023年5月3日，朝日电视台） - 饰 暁凛
- 東京鐵塔（2024年4月20日～6月15日，朝日電視台）- 飾 川野喜美子[36]
- BILLION×SCHOOL（2024年7月5日～9月13日，富士電視台）- 飾 堺宮子[37]
- 錦糸町Paradise（2024年7月13日～9月28日，東京電視台） - 飾 老闆娘
- 私人銀行家（2025年1月9日～3月6日，朝日電視台） - 飾 天宮寺果澄[38]
- 即使如此，我還是想和妻子（2025年1月12日～，大阪電視台・BS東視）- 主演・柳田チカ（與風間俊介雙主演）[39]
- 小鎮星熱點 第6集・第9集（2025年2月16日・3月9日，日本電視台）- 飾 稻本紀子

### 网路劇
- 综艺小站・虎之門 TIGER'S GATE-LIVESHOW（2018年5月20日，AbemaTV） - 主持人
- 神探夏洛克小姐 第4集（2018年4月27日～6月15日，HuluxHBO Asia）- 饰 凑安娜
- 亲爱的妮娜（2020年5月17日～7月6日，FOD）- 饰 学校护士[注 1]
- 裸体导演 2（2021年6月24日，Netflix）- 饰 大场真澄
- 没有季节的城市（2023年8月9日，Disney+）- 河口良江[40]
- INFORMA：地下世界的野獸們（2024年11月7日 - 12月26日，ABEMA） - 長澤あすか

### 配音

#### 动画片
- 铁臂阿童木（2003年10月12日，富士电视台）- 和藤博士

#### 电影配音
- 非常小特务3（2003） - 弗朗西斯卡·吉格斯
- 功夫熊猫（2008） - 蛇大师
- 功夫熊猫2 （2011） - 蛇大师
- 我的元素（2023） - 元素狂风[41]

#### 旁白
- 圆形中国《为了人民，与人民一起～冈山大原美术馆～》（NHK綜合頻道）

### 广播节
- 超级之夜 星期一 MEGUMI&周防玲子的你好星期一（CBC電台）
- 金属线·MEGUMI的摇滚时间（MBS電台）
- MEGUMI-X （FM-富士）
- KBC 广播电台慈善音乐马拉松（2002年12月24日～25日， KBC電台）
- MEGUMI的MAKE ME HAPPY! （2005年4月～9月，日本放送）
- MEGUMI的SUPER CHU'S DAY! （2005年10月～2006年3月，日本放送）
- 松本秀夫 信息仅在此处（2011年10月～2012年3月，日本放送）- 周五搭档
- 哔哔星期天 Waku Waku Mix （2013年4月7日～2014年3月30日、日本文化放送）
- 郊游电台～周末做什么？～（2015年4月3日～2015年9月11日，日经广播电台2台）
- LOGOS presents 露营电台（2015年10月1日～，日经广播1台）

### CM
- 札幌啤酒
- 雀巢 - 圣玛尔塔雀巢咖啡
- 乐敦制药/FamilyMart - Natural Cycle
- 嘉奥
- 森永公司 - Weider in Jelly Diet Weider
- 黄帽子
- 冈山县政府 - 冈山惠之国
- 冈山县警察局 - 交通礼仪改善活动
- 日本中央竞马协会 - 小仓赛马夏季赛事形象人物（2006年）
- 朝日啤酒 - 朝日极旨（2007）
- Rocket Company - 塑形拳击2 用Wii享受减肥！ （2010 年）
- 花王 - 碧柔U（2011）
- 赛艇促进会 - Splash 我想成为一名赛艇运动员！（2021年） [42]
- 桃子约翰 - 桃子约翰的沙龙（2023）
- MeetsMore 空调清洗（2023）

### 电影
- HERO （2007年9月8日，東寶）- 饰 河野樱子
- SS 2008 年1月12日，Libero）- 饰 ギラ子
- 宝贝宝贝宝贝！ -宝贝宝贝宝贝-（2009年5月23日，東映） - 饰 真理
- 人之沙漠（2010年2月27日，東京藝術大學）- 饰 牙医接待员
- 惡女羅曼死 （2012年7月14日，导演：蜷川實花、阿斯米克·艾斯）
- 純淨柔軟的心 （2013年10月26日，东宝） - 饰 野原チカコ
- KABUKI DROP（2016年6月25日，HIGH BROW 电影院） [43]
- 巫女暴走中 （2017年2月3日，Slipper Agent）- 饰 美和
- 颱風家族（2019年9月6日， Kino Films） - 饰 铃木丽奈
- 弦乐小夜曲（2019年9月20日，GAGA） - 饰 板橋香澄[44]
- 一夜（2019年11月8日，日活） - 饰 稲村二三子
- 凶宅怪谈（2020年8月28日，松竹） - 饰 カオリ
- 大怪獸的善後處理（2022年2月4日发行，东映/松竹）- 饰 甘栗ゆう子
- 余命10年 （2022年3月4日，华纳兄弟）- 饰 文艺社主编
- 極道主夫 （2022年6月3日，索尼影視娛樂）- 饰 田中和子[45] [46] [47]
- [窗] MADO （2022年12月16日，TOWAIE）- 饰 美井子[48] [49]
- 零落 （2023年3月17日，日活/Happinet Phantom Studio）- 饰 町田のぞみ[50]
- 放學後失眠的你（2023年6月23日，波麗佳音） [51]
- 宽恕（2023年3月18日，Aya Productions）- 饰 岡崎澄子
- 冰淇淋般的爱恋（2023年7月14日，Parco） - 饰 荒川直子[52]
- 禁止游戏 （2023年9月8日，东映） - 饰 野田修子[53]
- 愛在閃電下（2023年10月27日，东京剧场）- 饰 原[54] [55]
- 塗鴉日記（2025年5月16日，日本華納兄弟）- 明子的母親

### 舞台剧
- 幕末太陽傳（2015年9月，本多剧场） [56]

### 其他
- 社区电视 热情播出（2007年，CATV）
- 世嘉形象代言人
- 反复性机器人 - 饰 助手
- 小夏洛2  爱上英语的故事（2010年4月， NHK教育頻道）嘉宾
- 世界通用直播对话（2010年10月11日，Niconico直播，Ustream） - 嘉宾
- 倖田來未单曲《Cherry Girl》PV以及专辑《Black Cherry》附属DVD中的短片《Cherry Girl》

## 唱片

### 以本人名义发布
- 第一张单曲《抬头看看夜晚的星星 feat. CORN HEAD》 [2003.07.16/PICL-0038] 周榜第130位（Oricon公信榜）
- 迷你专辑《MY NAME IS MEGUMI》 [2003.07.16/PICL-1278] 周榜第90位（Oricon）
- 第二张单曲《No Limit》 [2003.12.12/GNCL-0001] 未上榜（Oricon）
- 第三张单曲《我那么喜欢你》 [2004.07.14/GNCL-0003] 周榜第119位（Oricon）
- 第一张完整专辑《LOVE ALL PLAY》 [2004.08.25/GNCL-1014] 周榜第234位（Oricon）

### 参与演出CD
- CORN HEAD 第三张单曲 [2003.07.23/UPCH-5198]
- Yellow Grils《六甲颪〜Yellow Girls Version〜》” [2003.08.27/COCA-50763]

### DVD
- Swing Beat [DVD:LCDV-20034/VIDEO:LCVR-10034]

## 出版

### 写真集
- 月刊 MEGUMI （新潮社）
- Megami（学研）
- meg（Aqua House）

### 书
- 你可以用它创造美丽（2023年4月19日） [57]